# Malczyce
Malczyce (niem. Maltsch, 1945–1946 Małoszyn) – wieś w Polsce położona w województwie dolnośląskim, w powiecie średzkim, siedziba gminy Malczyce. Na dzień 1 stycznia 2019 wieś liczyła 3216 mieszkańców.

## Położenie i transport
Miejscowość leży nad Odrą i rzeką Średzka Woda. We wsi znajduje się stacja kolejowa oraz port rzeczny Malczyce.

## Podział administracyjny
W latach 1975–1998 miejscowość administracyjnie należała do województwa wrocławskiego.

## Demografia
Według Narodowego Spisu Powszechnego (III 2011 r.) liczyły 3293 mieszkańców. Są największą miejscowością gminy Malczyce.

## Historia
- 1202 – pierwsza historyczna wzmianka o Malczycach, odnotowanych jako własność księcia Henryka I
- 1245 – przekazanie wsi klasztorowi cystersów w Lubiążu. Znane wówczas jako ośrodek piwowarstwa
- 1267 – wzmianka o przeprawie, prawdopodobnie promowej, przez Odrę
- XIV/XV w. – osadnictwo niemieckie
- 1412 – budowa młyna. Budynek zniszczony wkrótce (1428) przez husytów, pozostałości budowli zostały odkryte w roku 1930 podczas rekordowo niskiego stanu wód Odry
- 1471 – dokument datowany na ten rok mówi o Malczycach:

osada rybacka nieopodal Lubiąża, z karczmą w budowie (gdzie można poradzić), z piekarnią, rzeźnią, krawcem i rzemieślnikiem wykonującym narzędzia walki

- 1648 – koniec wojny trzydziestoletniej. Malczyce w jej wyniku bardzo ucierpiały, pozostało w nich jedynie 8 rodzin, a gospodarka została doszczętnie zniszczona
- 1700 – Malczyce stają się wsią rycerską, należą do Gotfryda Gasto von Gastenau, a następnie rodu von Uechtritz. Miejscowość nabiera znaczenia jako ośrodek handlu solą. Ostatni skład solny przetrwał tu do 1923 r.
- XVIII w. – Malczyce liczyły około 1700 mieszkańców. Dopiero w XVIII stuleciu ustanowiono w Malczycach odpowiednik sądu wiejskiego. Do oceny winy stosowano tzw. Krzywą, której działanie można porównać do wywiadu środowiskowego. Właściwe sądy miały miejsce w wiejskiej karczmie. Pod koniec XVII w. Malczyce uzyskały prawo składu na sól, jednakże nie było to równoznaczne z posiadaniem praw miejskich – tych Malczyce nigdy jak dotąd nie uzyskały. Od połowy XVIII w. dalszy rozwój przyniósł miejscowości handel węglem. W roku 1742 w Malczycach powstał jeden z największych w Prusach skład węgla, a wkrótce po nim następne
- 1790 – zakończenie budowy drogi łączącej Malczyce z Wałbrzychem
- 1821 – wielki pożar
- 1825 – uruchomienie pierwszej szkoły. Była ona dwuwyznaniowa, dla katolików i ewangelików.
- 1840 – otwarcie cmentarza komunalnego
- 1843 – powstaje firma Toepffer, koordynująca spedycję składowanych w Malczycach towarów
- 1850 – powstaje szkoła dla dzieci z rodzin ewangelickich
- 1890 – utworzono straż pożarną
- 1897 – otwarcie cukrowni
- 1898 – uruchomienie portu na Odrze i doprowadzenie linii kolejowej, (kolej państwowa w czterech kierunkach i kolej prywatna jedna linia.
- 1900 – uruchomienie elektrycznego oświetlenia ulic
- 1904 – oddanie do użytku domu zakonnego jadwiżanek. Podczas I wojny światowej pełnił on funkcję lazaretu
- 1905 – ustanowienie parafii katolickiej – wcześniej miejscowy kościół był kościołem filialnym parafii w Chomiąży
- 1903 – wybudowanie kościoła ewangelickiego
- 1908 – powstanie parafii ewangelickiej
- 1911
  - powstaje kolejny zakład przemysłowy: Śląska Celuloza i Fabryki Papieru
  - działalność charytatywną w Malczycach rozpoczyna ewangelicka „Diakonia”
- 1925 – likwidacja urzędu wójta, Malczyce mimo braku praw miejskich wybrały burmistrza. Oddano do użytku stadion i kąpielisko, ulice zostały wybrukowane
- 1928 – rozbudowa wsi w kierunku Wilczkowa w związku z zapotrzebowaniem przemysłu na robotników
- 1937 – oddanie do użytku Zakładu Wodociągowego, zaopatrującego w wodę pitną całą miejscowość
- 1939 – pożar w magazynie słomy. Po tym wydarzeniu zaprzestano jej składowania
- 8 lutego 1945 – do Malczyc (niem. Maltsch) wkraczają oddziały Armii Czerwonej. Miejscowość została znacznie zniszczona w trakcie walk
- 1950 – powstanie parafii prawosławnej, której przekazano dawny ewangelicki kościół

W lipcu 2017 roku odsłonięto pamiątkową tablicę upamiętniająca 20 rocznicę powodzi w 1997 rokupodczas obchodów 200 lecia Malczyc zorganizowanego przez Stowarzyszenie Sympatyków Malczyc i okolic. Po powodzi rozpoczęto budowę we wsi stopnia wodnego, który został ukończony w 2018 roku.

## Zabytki
Do wojewódzkiego rejestru zabytków wpisane są:
- kościół parafialny rzymskokatolicki pw. Niepokalanego Poczęcia Najświętszej Maryi Panny, z l. 1904-05
- kościół ewangelicki z 1903 r., obecnie parafialna cerkiew prawosławna Zwiastowania Przenajświętszej Bogurodzicy Maryi, ul. Mickiewicza 29.

## Galeria

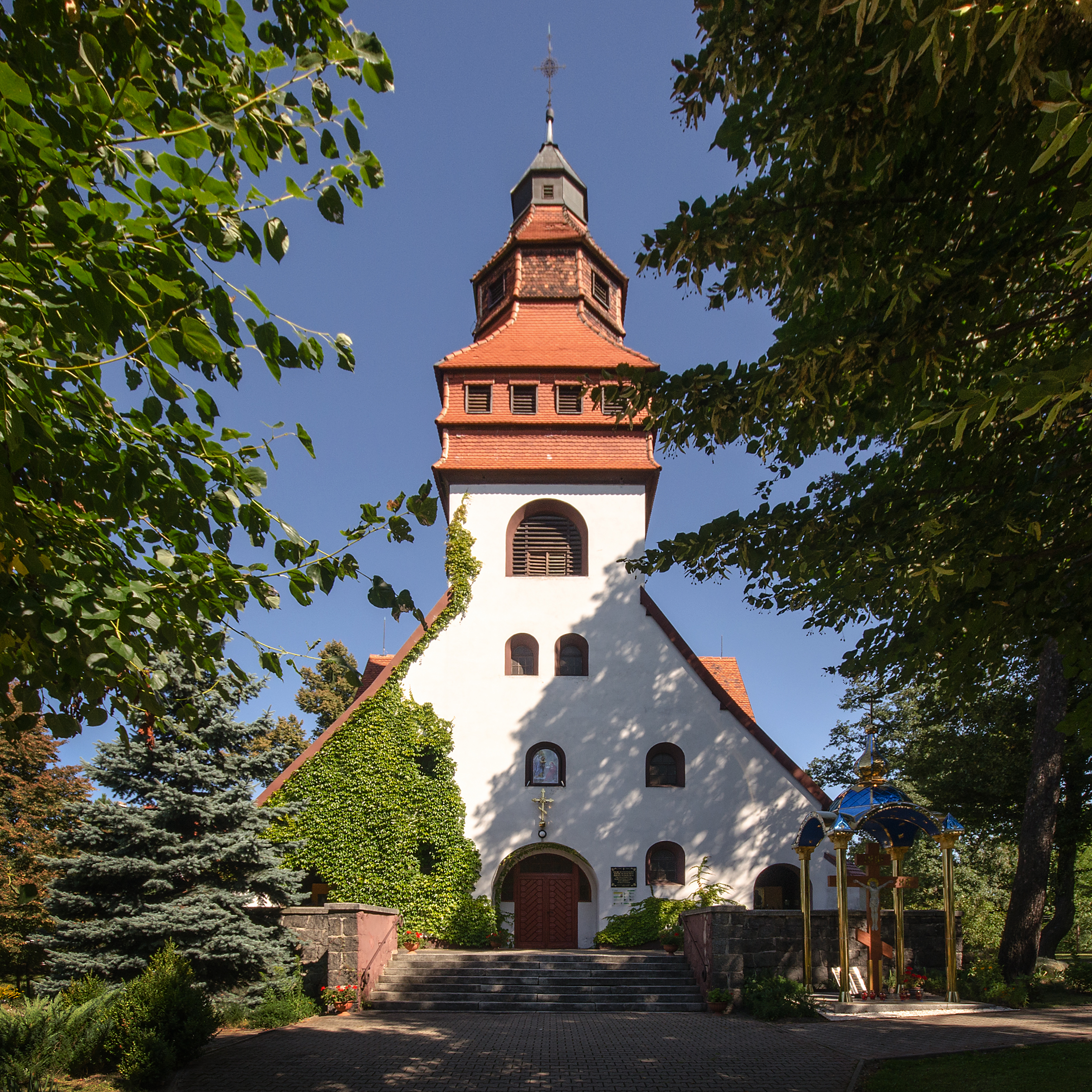
Cerkiew Zwiastowania Przenajświętszej Bogurodzicy
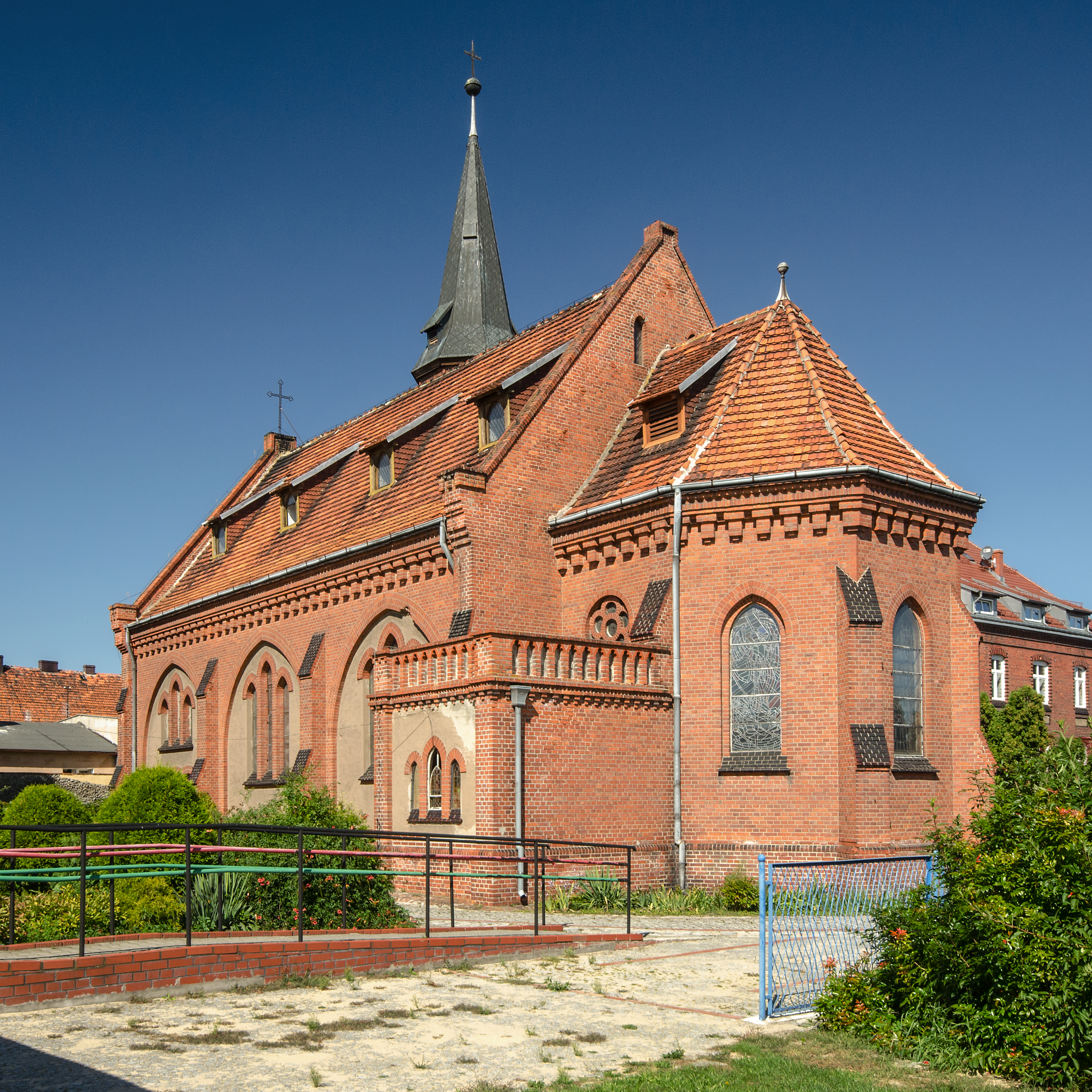
Kościół Niepokalanego Poczęcia NMP
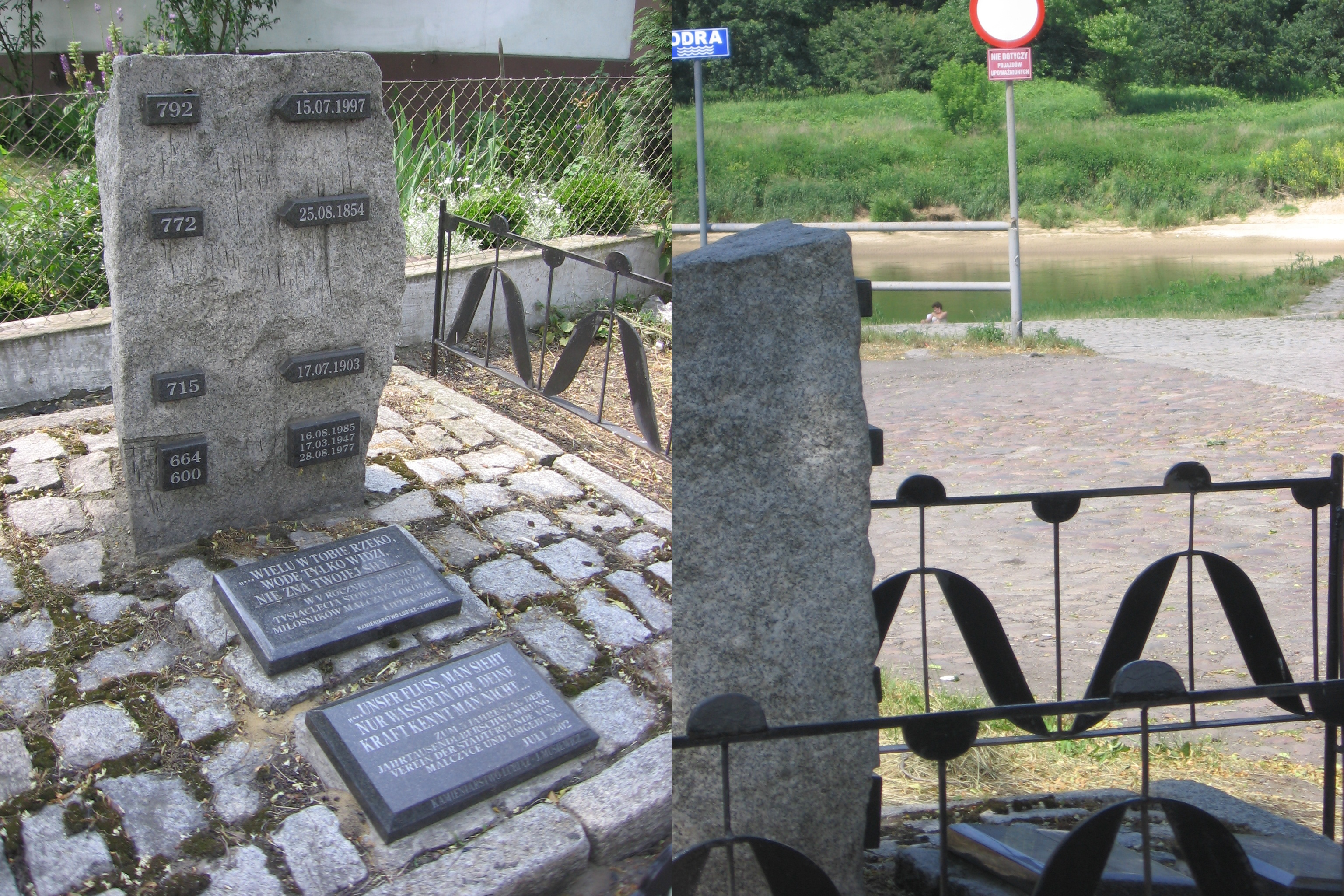
Kamień upamiętniający najwyższe poziomy wód Odry w Malczycach
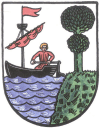
Herb Malczyc z 1927 roku

## Instytucje oświatowe
- Szkoła Podstawowa im. Skarbów Dolnego Śląska w Malczycach
- Gminne Przedszkole w Malczycach
- Żłobek w Malczycach